# Más Allá de la Ciencia
Más Allá de la Ciencia o Más Allá es una revista española fundada en 1989 por el psiquiatra Fernando Jiménez del Oso.
Publicada por MC Ediciones y posteriormente por Connecor Revistas S. L., incluye entre sus páginas temáticas sobre esoterismo, ocultismo, ufología, historia, antropología, arqueología y teorías de conspiración.
Su última publicación mensual fue en marzo de 2025, pasando a ser trimestral a partir de junio del mismo año.

## Dirección
- Fernando Jiménez del Oso, marzo de 1989 - febrero de 1990 (números 1-11)
- Félix Gracia, marzo de 1990 - junio de 1993 (números 12-52)
- José Antonio Campoy, julio de 1993 - octubre de 1998 (números 53-116)
- Javier Sierra, noviembre de 1998 - julio de 2005 (números 117-195)
- Carmen S. Fraile, agosto de 2005 - marzo de 2016 (número 195-325)
- Helena Ruiz Olmo, abril de 2016 - septiembre de 2016 (número 326-331)
- María Lorente, octubre de 2016 (número 332) - 2025

## Personal de la revista
En la primera etapa de Más Allá, en sus páginas se mezclan artículos de corte esotérico y pseudocientífico con textos de divulgación científica y que tratan de ofrecer una visión más academicista de los temas de misterio. En la plantilla de colaboradores de los primeros números de Más Allá, encontramos nombres de autores de origen tan diverso como los de Juan José Benítez -conocido por Caballo de Troya, saga de libros que se atribuye a un plagio de diversas fuentes-, Zecharia Sitchin y Erich Von Däniken -difusores de teorías pseudocientíficas sobre los Ancient Aliens-, el tarotista Octavio Aceves (1947-2021) el escritor, guionista y principal divulgador de la España Mágica, Juan García Atienza (1930-2011), el psicólogo y parapsicólogo José Luis Jordán Peña (1931-2014), el periodista del misterio Manuel Carballal, el periodista especializado en ufología Josep Guijarro, el egiptólogo Nacho Ares, el parapsicólogo y pionero en la denominada TCI (Trans Comunicación Instrumental), Sinesio Darnell (1929-2011), el jesuita y parapsicólogo José María Pilón, el intelectual Vintilă Horia (1915-1992), el padre de la ufología Antonio Ribera  (Más Allá, 373), el periodista de temas de misterio Andreas Faber-Kaiser, el catedrático de Filología Neotestamentaria Antonio Piñero, el escritor Fernando Sánchez Dragó o Juan Alarcón Benito, escritor, crítico literario y guionista de series como Crónicas de un pueblo.  
También han colaborado autores como Pablo Villarrubia, José León Cano, Manuel Figueroa, Isabela Herranz, Carmen Pérez de la Hiz, Bruno Cardeñosa, Frank G. Rubio, Jesús Palacios, Víctor Arenas, J. C. Deus, Robert Goodman, Francisco López Seivane, Concha Labarta, Fernando Rosillo, el locutor radiofónico de Dimensión Límite David Cuevas, el escritor David Zurdo, Luis Alba González, Mar Rey Bueno, Manuel Berrocal, José María Lesta o Miguel Pedrero. 
A partir de 2016, Más Allá se convierte en una revista divulgativa de corte más academicista, incorporando un nuevo plantel de colaboradores y colaboradoras que ofrecen una visión más rigurosa y crítica sobre las cuestiones paranormales, ufológicas y otros enigmas, entre los que destacan nombres como los de Antonio Luis Moyano, la psicóloga Karmele Sayans (1982-2020) especializada en problemática del Sectarismo, Luisa de Barna, Mónica Yagüe Noalejo, Fernando G. Burón, Edurne Aintzira, Sigismunda Collogan -especializada en Psicología-, Anthony G. Burton Junior, Ferdinand Bärarzt, Consuelo Vidal -que desmitifica las teorías conspiracionistas surgidas sobre la COVID-19, Narciso Peñafiel, Anthony Lewis Simmons -divulgador de temas científicos y de Ufología-  o Rosario Cruz -especializada en el análisis crítico de las Terapias alternativas-; así como colaboraciones eventuales de autores como Nicolás Gutiérrez Hidalgo, el criminólogo Gustavo Romero, el escritor y editor Óscar Fábrega, Jesús Ortega director y presentador del programa radiofónico El Dragón Invisible o la nueva incorporación del ufólogo Nando Domínguez autor del libro Ufología Histórica de Zamora .

## Historia
Más Allá de la Ciencia aparece en los kioscos de España en marzo de 1989, convirtiéndose en la primera cabecera, editada a todo color, sobre temáticas relacionadas con el misterio la ufología, los enigmas de las civilizaciones antiguas, la parapsicología y los supuestos fenómenos extraños. Su dirección es atribuida al conocido psiquiatra, el doctor Fernando Jiménez del Oso, cuya imagen aparece, como reclamo publicitario, en la esquina de la portada. Más Allá es el fruto de un proyecto acariciado con Jiménez del Oso y el periodista y escritor Joaquín Gómez Burón (1937-1996), quien ya había colaborado en anteriores proyectos editoriales de estas temáticas como el coleccionable Universo Oculto (1976), las distintas ediciones de la Enciclopedia Gráfica de los Temas Ocultos, o la Biblioteca Básica de los Temas Ocultos (B.B.T.O) de Ediciones Uve de José Antonio Valverde, cuya primera edición es de 1979/1980.

## Impacto en la cultura popular
En 1989, el primer número de Más Allá generó un gran impacto en la cultura popular, obteniendo un notable éxito de difusión al alcanzar una tirada inicial de 170.000 ejemplares, ampliada a una segunda edición de 50.000. Meses antes, en diciembre de 1988 se había imprimido un número cero que no se publicaría, de tirada limitada para anunciantes y de menor número de páginas, en el que se incluyen gran parte de los artículos que aparecerán en el primer número, y otros que son exclusivos de este número promocional, cuya limitada distribución lo ha convertido en objeto de culto para coleccionistas.
En las 116 páginas del número 1 de Más Allá, aparecen artículos que ya se han convertido en “clásicos” en la literatura del “periodismo del misterio” como “USA-URSS y extraterrestres: crónica de una confabulación cósmica” firmado por el controvertido Salvador Freixedo (Más Allá, 369) dando cuenta del Informe Matrix (Más Allá, 393), un dosier que sugería la existencia de una invasión extraterrestre y que se evidenció como un “corta y pega” de noticias falsas de la época. El resto del sumario incluía artículos como “¿Conocía Jesús su destino?”, “Colón sabía muy bien a dónde iba”, “La magia de los números” del escritor esotérico Enrique Llop, más conocido como Kabaleb o la primera parte de una trilogía sobre “Qué nos espera después de la muerte” firmada por Juan Gascón. 
El siguiente número de la revista, correspondiente al mes de abril, alcanzaría cifras insólitas de ventas al acompañarse con una casete, que se haría célebre, conteniendo varias supuestas psicofonías comentadas por el propio Jiménez del Oso. La portada de una siniestra calavera -del ilustrador Raúl MD-, que se asomaba tímidamente quebrando la tierra que la sepulta para dejar aflorar un naciente ramo de flores, se agotaba de los kioscos a los pocos días. La revista tuvo que imprimir una segunda edición, llegando a venderse 200.000 ejemplares. Hoy, todavía mucha gente recuerda haber escuchado las voces, de pretendido origen fantasmal, de la famosa casete, en cuya cara A se incluía la más que dudosa voz del fallecido alcalde de Madrid, el profesor Enrique Tierno Galván (1918-1986), que pretendía manifestarse durante una sesión mediúmnica y que acompañaba a un reportaje sobre espiritismo firmado por Jorge Carlos Palafox, pseudónimo del futuro director José Antonio Campoy, que encauzaría la cabecera hacia un enfoque más esotérico y pseudocientífico, hasta ser sustituido en otoño 1998 por Javier Sierra. (Más Allá, 400). Mientras, la cara B de la casete incluía varias spuestas psicofonías que tendrían un enorme calado en la cultura popular como la pretendida grabación de una voz infantil que expresaba "¿Y yo qué hago aquí?" de Sinesio Darnell, la supuesta voz espectral que manifestaba "Tengo miedo" atribuida a Germán de Argumosa o la voz gutural, ininteligible, obtenida por los parapsicólogos Mariano Carmona Almendros y Juan Burgos Gavilán en el edificio de la Diputación de Granada, entonces situado en la céntrica calle Mesones.

## Evolución de la revista
Es cierto que, en los primeros titulares de Más Allá se otorgaba un exceso de credibilidad a cuestiones que hoy han sido suficientemente desmitificadas (espiritismo, contactados, ovnis como artefactos extraterrestres, etc.). Sin embargo, ésa era la línea habitual de muchas otras publicaciones de “divulgación científica” como  Muy Interesante o Conocer, que también ofrecían una perspectiva muy poco escéptica frente a cuestiones relacionadas con los ovnis y lo paranormal. Los motivos tienen que ver con el reclamo sensacionalista que, entre el gran público, generaban dichos titulares y con el que las revistas pretendían competir por incrementar sus ventas (Más Allá, 400).  
Aunque el doctor Jiménez del Oso figuraba como director en la portada y personal de la revista, su estancia en Latinoamérica para la grabación de las series documentales ''El Otro México'' o ''El Imperio del Sol'' así como ''En Busca del Misterio'' le alejaron de la coordinación de la revista, de cuyo contenido excesivamente esotérico, decidió desvincularse. Fue así cómo, a partir de marzo de 1990 su dirección quedó a cargo de Félix Gracia –quien firmaba una sección fija sobre cristianismo esotérico-, que orientaría la publicación dentro de una corriente más espiritualista, contemporizando con las inquietudes del movimiento de la Nueva era, y que preconizaba un inminente final de los tiempos. Exprimiendo esta diversidad temática –para dejar el misterio y lo paranormal a un lado-, en mayo de 1990, las páginas centrales de Más Allá alumbraron un suplemento que, más tarde, se editaría como publicación independiente: Conciencia Planetaria, cuyo contenido, más próximo a la Nueva Era, las filosofías orientales o el ecologismo tendría un recorrido efímero en los kioscos que se interrumpiría en septiembre de 1992 (Más Allá, 400).
El primer número contenía un artículo muy polémico sobre El informe Matrix sobre el presunto pacto entre el gobierno de los Estados Unidos y los alienígenas. Con ventas superiores a 150.000 ejemplares al mes durante el primer año, llegaría a convertirse en un referente cultural de las ciencias ocultas o fenómenos paranormales.

## Tirada y publicaciones afines
Aunque Más Allá y otras revistas del género intentaron ir adaptándose a los cambios continuos de la sociedad, las cifras de ventas han ido descendiendo progresivamente. Se han señalado un conjunto de diversas causas posibles, como dar pábulo a noticias muy aparatosas que luego resultaron ser supuestos fraudes como el caso Roswell,, aunque, desde el primer momento, la revista se mostró crítica con la famosa filmación aparecida en 1995. Muy probablemente en este descenso de ventas, haya influido más la aparición de internet como nueva plataforma de comunicación, lo que ha contribuido a recrudecer la crisis, no sólo de Más Allá, sino de todas las publicaciones de quiosco en general. Como consecuencia, en 1995 las cifras de ventas habían descendido a 64.000 ejemplares mensuales de media (la segunda revista de este género, Año/Cero, apenas superaba los 35.000) y en el año 2000 apenas rozaban los 38.000.
Más Allá llegó a editarse en otros países bajo distintos nombres como Para Além en Portugal (1991), Visioen Países Bajos y Bélgica (1995), Incroyable et Scientifique en Francia (1995), Vision en Reino Unido (1995) y Oltre la conoscenza en Italia (1996). También participó en varias publicaciones conjuntas, adquirió derechos de publicación de otras revistas como Karma 7 (1995) fundada en 1972 o Próximo Milenio. La revista también tuvo un suplemento interno llamado Conciencia Planetaria, que se editó como publicación independiente. Todas estas publicaciones desaparecieron en la misma década de los noventa. El resto de revistas con una temática similar, como Año/Cero, o Muy Interesante, también se han visto inmersas en la crisis de la prensa -conocida como burbuja kiosquera- que ha provoca la desaparición de muchas cabeceras.

## Divulgación crítica de lo paranormal
En abril de 2016 la revista Más Allá comienza un nuevo período en el que se desvincula progresivamente de sus temáticas más pseudocientíficas (aunque continúa incluyendo una sección de Astrología), pero cuyos artículos abordan un análisis mucho más crítico y academicista (incluso que otras publicaciones como Muy Interesante) de las cuestiones relacionadas como la Parapsicología, la Ufología, los misterios de las Civilizaciones antiguas, el Ocultismo, las Terapias alternativas, la divulgación científica y otros enigmas. Más Allá se convirtió en la cabecera de habla hispana más antigua y emblemática en la divulgación de temas de misterio. 